# Rio Manapire
O Rio Manapire é um rio sul-americano que banha a Venezuela.